# Stranka mladih – Zeleni Evrope
Die Stranka mladih – Zeleni Evrope (deutsch: Partei der Jugend – Europäische Grüne, kurz SMS-Zeleni) ist eine grüne Partei in Slowenien.

## Geschichte
Gegründet wurde die Partei im Jahr 2000 unter dem Namen Stranka mladih Slovenije (deutsch: Slowenische Partei der Jugend, kurz SMS).
Bei ihrem erstmaligen Antritt zur Parlamentswahl 2000 erzielte die Partei 4,34 Prozent. Somit schaffte sie knapp den Sprung über die Vier-Prozent-Hürde und konnte vier Abgeordnete in die Staatsversammlung entsenden.
Bei der Parlamentswahl 2004 konnte die Partei nur noch 2,08 Prozent holen und schied somit aus dem Parlament aus.
Zur Parlamentswahl 2008 trat die Partei in einer gemeinsamen Liste mit der Slowenischen Volkspartei (SLS) an. Das Bündnis erreichte 5,21 Prozent und konnte sich somit 5 Sitze in der Staatsversammlung sichern.
Im Juli 2009 erfolgte die Umbenennung in Stranka mladih – Zeleni Evrope.
Bei der vorgezogenen Parlamentswahl 2011 holte die Partei nur noch 0,86 Prozent und konnte somit wieder nicht ins Parlament einziehen.

## Programm
In ihrem Programm setzt sich die Partei unter anderem für folgendes ein:
- gute Bezahlung aller Jobs und Tätigkeiten und die Einführung eines universellen Grundeinkommens
- Recht auf Chancengleichheit und Beschäftigung
- Verbesserung des Umweltschutzes; dazu zählen unter anderem die Verringerung der Treibhausgase und der Übergang zu einer Kohlenstoff-freien Gesellschaft
- eine grüne Wirtschafts- und Finanzpolitik: Steigerung der Wettbewerbsfähigkeit und eine nachhaltige Entwicklung. Außerdem eine Förderung der Beschäftigung, aber bei umweltschädigenden Industriezweigen ist die Zahl der Beschäftigten zu reduzieren.
- Reduzierung von umweltschädlichen Fahrzeugen im Verkehr und dafür eine Förderung alternativer Verkehrsmittel
- eine EU-weite Regulierung des Finanzsystems und die Einführung einer Transaktionssteuer. Alle Steueroasen sind abzuschaffen.
- Abschaffung der Wehrpflicht
- Schaffung von kostenlosen Kindergärten